# Get Rich or Die Tryin' (trilha sonora)
| Críticas profissionais | Críticas profissionais |
| Avaliações da crítica  | Avaliações da crítica  |
| Fonte                  | Avaliação              |
| ---------------------- | ---------------------- |
| Allmusic               | [ 2 ]                  |
| HipHopDX               | [ 3 ]                  |
| PopMatters             | [ 4 ]                  |
| Rolling Stone          | [ 5 ]                  |

Get Rich or Die Tryin'  é a trilha sonora feita pelos membros da G-Unit Records para o filme Get Rich or Die Tryin'. Em dezembro de 2005, a Recording Industry Association of America (RIAA) certificou o álbum como platina. O álbum vendeu mais de 3 milhões de cópias pelo mundo.

## Lista de faixas
| N.º            | Título                    | Produtor(es)                          | Duração |  |
| 1.             | "Hustler's Ambition"      | B-Money "B$"                          | 3:57    |  |
| 2.             | "What If"                 | Nick Speed                            | 3:05    |  |
| 3.             | "Things Change"           | Black Jeruz, Sha Money XL             | 3:59    |  |
| 4.             | "You Already Know"        | The Outfit                            | 4:15    |  |
| 5.             | "When Death Becomes You"  | Kickdrums Productions, Recognize Reel | 3:05    |  |
| 6.             | "Have a Party"            | Fredwreck                             | 3:55    |  |
| 7.             | "We Both Think Alike"     | DJ Khalil                             | 3:05    |  |
| 8.             | "Don't Need No Help"      | Hi-Tek, J. R. Rotem                   | 2:50    |  |
| 9.             | "Get Low"                 | All-Star                              | 3:56    |  |
| 10.            | "Fake Love"               | K.O.                                  | 3:20    |  |
| 11.            | "Window Shopper"          | C. Styles & Sire                      | 3:10    |  |
| 12.            | "Born Alone, Die Alone"   | Havoc                                 | 3:00    |  |
| 13.            | "You a Shooter"           | Sha Money XL                          | 3:05    |  |
| 14.            | "I Don't Know Officer"    | Jake One                              | 4:32    |  |
| 15.            | "Talk About Me"           | Dr. Dre, Mike Elizondo                | 3:41    |  |
| 16.            | "When It Rains, It Pours" | Dr. Dre, Che Vicious, Mike Elizondo   | 4:02    |  |
| 17.            | "Best Friend"             | Hi-Tek                                | 4:11    |  |
| 18.            | "I'll Whip Ya Head Boy"   | Ron Browz                             | 3:56    |  |
| Duração total: | Duração total:            | Duração total:                        | 65:05   |  |